# 1978年中央工作会议
1978年中央工作会议于1978年11月10日到12月15日在北京京西宾馆召开，在此次会议上时任中国共产党中央委员会主席的华国锋受到与会人员的批判并失去最高权力。中共中央在此次会议上做出了全面改革开放的决定，相关决定在随后召开的十一届三中全会上公布。

## 经过
中共中央工作会议於1978年11月10日开幕，出席者有中共十一届一中全会选出的23名中共中央政治局委员及3名候补委员、中央军委常务委员王震、粟裕、全国人大常委会副委员长、全国政协副主席、最高人民法院院长江华、最高人民检察院检察长黄火青等人。

### 批判凡是派
中央工作会议原先主要讨论农业问题、1978年至1980年国民经济计划议题，但後期突破了原先讨论重点。11月12日，全国人大常委会副委员长陈云在会议上发言，指部分批判四人帮揭发出来的问题要由中央作考虑或决定：
1. 六十一人叛徒集团案牵涉者并非反共，是经中共中央组织部批准，应予以平反；
2. 彭德怀案，应予以平反；
3. 四五天安门事件并非反革命，中央应平反并肯定；
4. 对康生在文化大革命所犯的种种罪行，应予以批评调查。

陈云的发言得到很大响应，大量出席者就陈云的意见提出反应，会议展开突破性进展。

### 华国锋检讨
11月25日，中共中央主席华国锋在大会上承认解决问题不彻底、没为四五天安门事件平反（11月28日由中共北京市委宣布为革命行动，正式平反），并承认批邓、反击右倾翻案风是错误决定，决定撤销全部中央文件，并为二月逆流、六十一人叛徒集团案受害的干部平反，并给予陶铸、杨尚昆平反；对康生和谢富治的问题，交由中共中央组织部审理，并交由三中全会批准审查。
11月25日，中共中央副主席汪东兴、政治局委员吴德被批评，吴德在会议上作了检讨。汪东兴在会上被批评盲目支持两个凡是，「鹦鹉学舌」式跟着华国锋讲话。会议上又批评了华国锋的不切实际的经济计划、建设思想。会议主旋律开始转向讨论文化大革命遗留的种种问题。汪东兴亦被批评兼任太多职务，包括中共中央办公厅主任、8341部队政委、党委书记、中央警卫局局长，并兼着中央专案组负责人。由於中央专案组是处理、主管文革案件的机构，大量冤案不能平反，是汪东兴不批准，阻碍了冤案平反进度。
11月25日晚上，中共中央主席华国锋代表了中央政治局决定给予四五天安门事件、彭德怀、陶铸等案平反，并宣布撤销中央专案组、辖下所有办公室，并将所有案件移交中央组织部，今後不再采取成立专案办审查干部，并决定将康生、谢富治的问题进行审查。

### 闭幕
12月13日，中央工作会议闭幕，中央政治局常委邓小平、华国锋、叶剑英分别在会议上作出讲话，汪东兴作了书面发言。
12月15日，中央工作会议散会，历时36天的工作会议，基本上解决了文革以来的重大问题，华国锋的两个凡是理论及其追随者在会议上均遭到批判，华国锋的执政理论基础动摇。在其後召开的中共十一届三中全会上，华国锋的权力更逐渐被邓小平等改革派取代。